# Síria nos Jogos Olímpicos de Verão de 2020
A Síria participa nos Jogos Olímpicos de Verão de 2020 em Tóquio. Originalmente programados para ocorrerem de 24 de julho a 9 de agosto de 2020, os Jogos foram adiados para 23 de julho a 8 de agosto de 2021, por causa da pandemia COVID-19. Foi a 14ª participação da nação nas Olimpíadas de Verão desde sua estreia em 1948.

## Competidores
Abaixo está a lista do número de competidores nos Jogos.
| Esporte        | Masculino | Feminino | Total |
| -------------- | --------- | -------- | ----- |
| Atletismo      | 1         | 0        | 1     |
| Halterofilismo | 1         | 0        | 1     |
| Hipismo        | 1         | 0        | 1     |
| Natação        | 1         | 0        | 1     |
| Tênis de mesa  | 0         | 1        | 1     |
| Triatlo        | 1         | 0        | 1     |
| Total          | 5         | 1        | 6     |

## Atletismo
Os seguintes atletas da Síria conquistaram marcas de qualificação, pela marca direta ou pelo ranking mundial, nos seguintes eventos de pista e campo (até o máximo de três atletas em cada evento):
- Nota– As posições para os eventos de pista são em relação à bateria do atleta
- Q = Qualificado para a próxima fase
- q = Qualificado para a próxima fase como o perdedor mais rápido ou, em eventos de campo, pela posição sem atingir o alvo para qualificação
- NR = Recorde nacional
- N/A = Fase não aplicável para o evento
- Bye = Atleta não precisou disputar aquela fase

Eventos de campo
Masculino
| Atleta            | Evento                    | Qualificação | Qualificação | Final     | Final   |
| Atleta            | Evento                    | Distância    | Posição      | Distância | Posição |
| ----------------- | ------------------------- | ------------ | ------------ | --------- | ------- |
| Majd Eddin Ghazal | Salto em altura masculino |              |              |           |         |

## Halterofilismo
Halterofilistas da Síria qualificaram para uma vaga nos Jogos, baseado no Ranking de Qualificação Olímpica de 11 de junho de 2021. 
Masculino
| Atleta    | Evento  | Arranque  | Arranque | Arremesso | Arremesso | Total | Posição |
| Atleta    | Evento  | Resultado | Posição  | Resultado | Posição   | Total | Posição |
| --------- | ------- | --------- | -------- | --------- | --------- | ----- | ------- |
| Man Asaad | +109 kg |           |          |           |           |       |         |

## Hipismo
A Síria inscreveu um ginete para a competição olímpica de saltos após terminar entre os dois melhores, fora das equipes, do ranking olímpico individual da FEI para o Grupo F (África e Oriente Médio), marcando o retorno da nação ao esporte após oito anos de ausência.

### Saltos
| Atleta       | Cavalo  | Evento     | Qualificação | Qualificação | Final       | Final   | Total       | Total   |
| Atleta       | Cavalo  | Evento     | Penalidades  | Posição      | Penalidades | Posição | Penalidades | Posição |
| ------------ | ------- | ---------- | ------------ | ------------ | ----------- | ------- | ----------- | ------- |
| Ahmad Hamcho | Deville | Individual |              |              |             |         |             |         |

## Natação
A Síria recebeu um convite de Universalidade da FINA para enviar seu nadador de melhor ranking para o respectivo evento individual nas Olimpíadas, baseado no Sistema de Pontos da FINA de 28 de junho de 2021.
| Atleta      | Evento                    | Eliminatória | Eliminatória | Semifinal | Semifinal | Final | Final   |
| Atleta      | Evento                    | Tempo        | Posição      | Tempo     | Posição   | Tempo | Posição |
| ----------- | ------------------------- | ------------ | ------------ | --------- | --------- | ----- | ------- |
| Ayman Kelzi | 200 m borboleta masculino |              |              |           |           |       |         |

## Tênis de mesa
A Síria inscreveu um atleta para a competição de tênis de mesa. A atleta de 11 anos de idade Hend Zaza garantiu uma vaga para o individual feminino com o ouro no Torneio de Qualificação Olímpica do Oeste da Ásia em Amã, Jordânia.
| Atleta    | Evento           | Preliminar           | Rodada 1             | Rodada 2             | Rodada 3             | Oitavas              | Quartas              | Semifinal            | Final                | Final |
| Atleta    | Evento           | Adversário resultado | Adversário resultado | Adversário resultado | Adversário resultado | Adversário resultado | Adversário resultado | Adversário resultado | Adversário resultado | Pos.  |
| --------- | ---------------- | -------------------- | -------------------- | -------------------- | -------------------- | -------------------- | -------------------- | -------------------- | -------------------- | ----- |
| Hend Zaza | Simples feminino |                      |                      |                      |                      |                      |                      |                      |                      |       |

## Triatlo
A Síria inscreveu um triatleta para os Jogos após receber uma vaga da Comissão Tripartite. 
| Atleta         | Evento    | Natação (1.5 km) | Trans 1 | Ciclismo (40 km) | Trans 2 | Corrida (10 km) | Total | Posição |
| -------------- | --------- | ---------------- | ------- | ---------------- | ------- | --------------- | ----- | ------- |
| Mohammad Masso | Masculino |                  |         |                  |         |                 |       |         |